# クレイモア

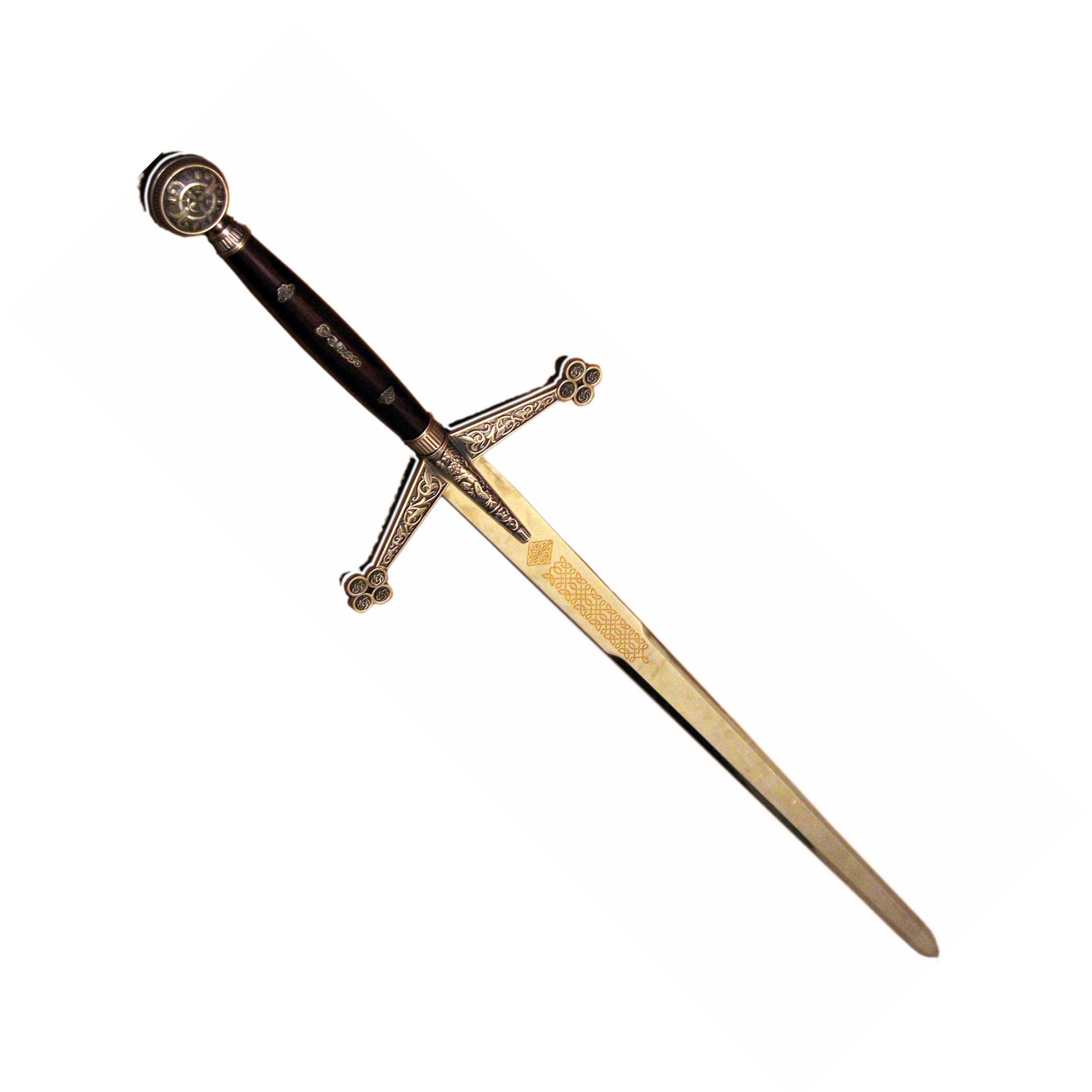
claidheamh mòr:クレイモア

クレイモア（英: Claymore）は、スコットランド人が使用した剣。
クレイモアの語源はスコットランド・ゲール語の「大きな剣」を意味する"claidheamh mór（クライァヴ・モール）"から来ている。

## 概要
このクレイモアの名で呼ばれる剣は2種が存在する。
1つのクレイモアは、15世紀から17世紀にかけて使用されていた両手持ちの大剣のこと。スコットランド高地人（ハイランダー）が氏族（クラン）間抗争やイングランドとの戦争で使用した。当時のヨーロッパにおける両手用剣としては小ぶりで、素早い剣の動きが恐れられた。
1メートルほどの刀身を持ち、鍔は刃に向かって傾斜した形で左右に大きく張り出しており、先端には飾りの輪が複数ついている。飾輪は主に四葉の形をしており、見た目上の大きな特徴ともなっている。

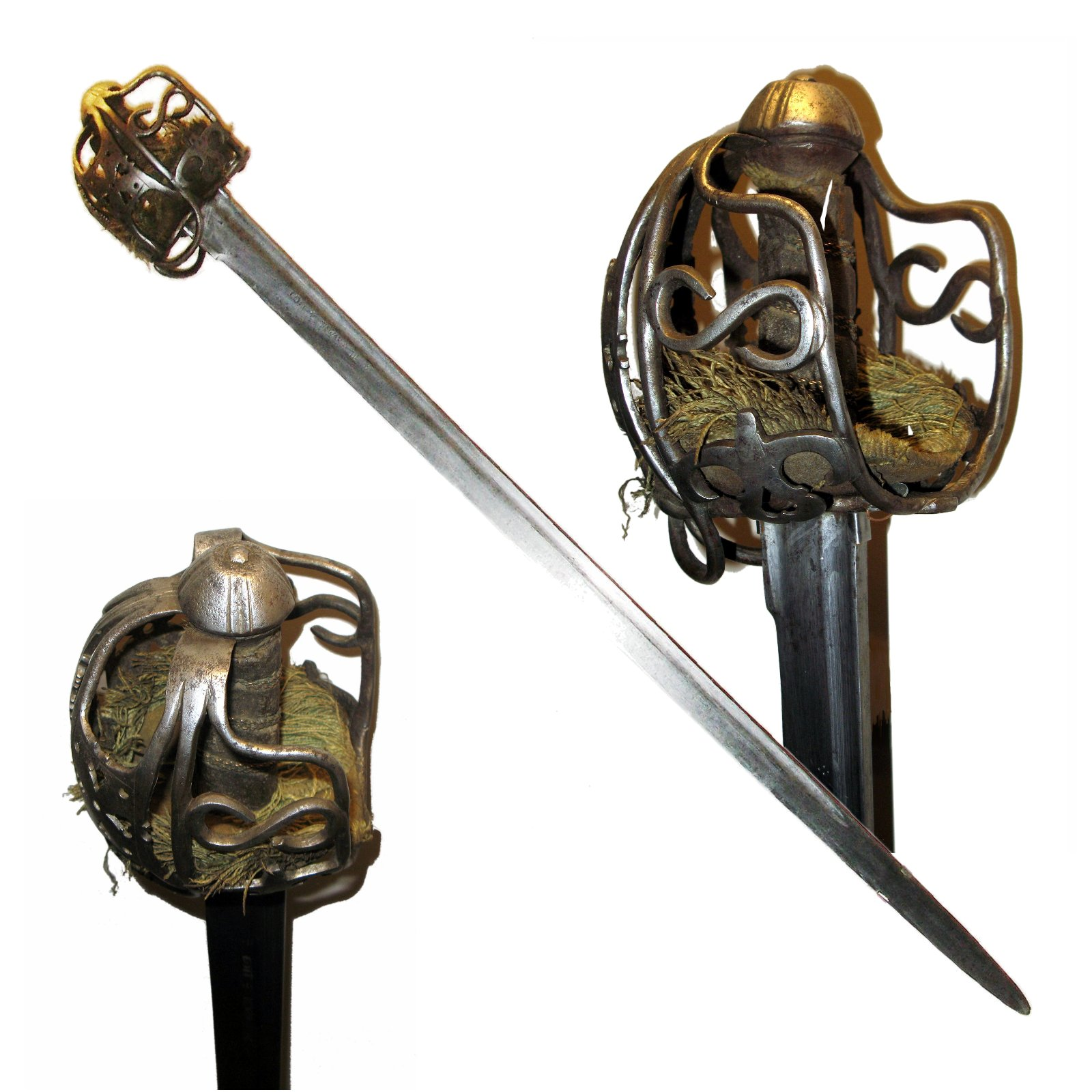
basket hilt Claymore:篭柄クレイモア

もう1つのクレイモアは、18世紀より使われだした篭柄（basket hilt）の片手用刀剣である。いわゆるブロードソードの一種で、バスケットヒルテッド・ソード（Basket-hilted Sword）、バックソード（BackSword）とも呼ばれ、サーベルに近いものである。スコットランド人部隊で好んで用いられ、第二次世界大戦でも用いられた。
ロシア帝国の騎兵部隊でも同様の様式のものが用いられており、ロシア語ではパラーシュ（палаш、ローマ文字：Palash）と呼ばれる。